# Debora Silva Maria
Pour les articles homonymes, voir Silva et Maria.
Debora Silva Maria est une militante des droits humains brésilienne, la fondatrice du mouvement Mães de Maio, qui dénonce et investigue indépendamment les cas de violences policières au Brésil. Elle défend la démilitarisation de la police et est contre la réduction de la majorité pénale (pt).
Debora Silva Maria décide de mener la fondation du mouvement Mães de Maio en mai 2006, à la suite du meurtre de son fils, le nettoyeur public Edson Rogério Silva dos Santos, âgé de 29 ans, dans une station d'essence de Santos,. Le meurtre est commis le 15 mai 2006, dans le contexte d'une série d'assassinats promus par la police, connu comme les Crimes de Mai,. 
Mães de Maio est d'abord créé contre l'impunité des agents de police impliqués dans les assassinats de mai 2006. Aujourd'hui, des familles de victimes d'autres épisodes de violence policière au Brésil y participent aussi,,.
À cause de son rôle dans la défense des droits humains Debora Silva Maria reçoit le prix "Dandara dos Palmares", en 2016, par le Conseil municipal de la participation et du développement de la communauté noire (CMPDCN) et par la Coordination pour la promotion de l'égalité raciale et ethnique (Copire) de Santos, et, en 2013, est lauréate du Prix droits de l'homme (pt), dans la catégorie "Lutte contre la violence". Mães de Maio reçoit le Prix Santo Dias des droits humains en 2011, de la part du Comité pour la défense des droits de la personne humaine de l'Assemblée législative de l'État de São Paulo.

## Prix
- Prix Dandara dos Palmares, 2016[9].
- Prix des droits humains 2013, catégorie "Lutte contre la violence"[12].